# 諾韋塞洛 (捷爾諾波爾州)
49°39′36″N 26°3′26″E / 49.66000°N 26.05722°E

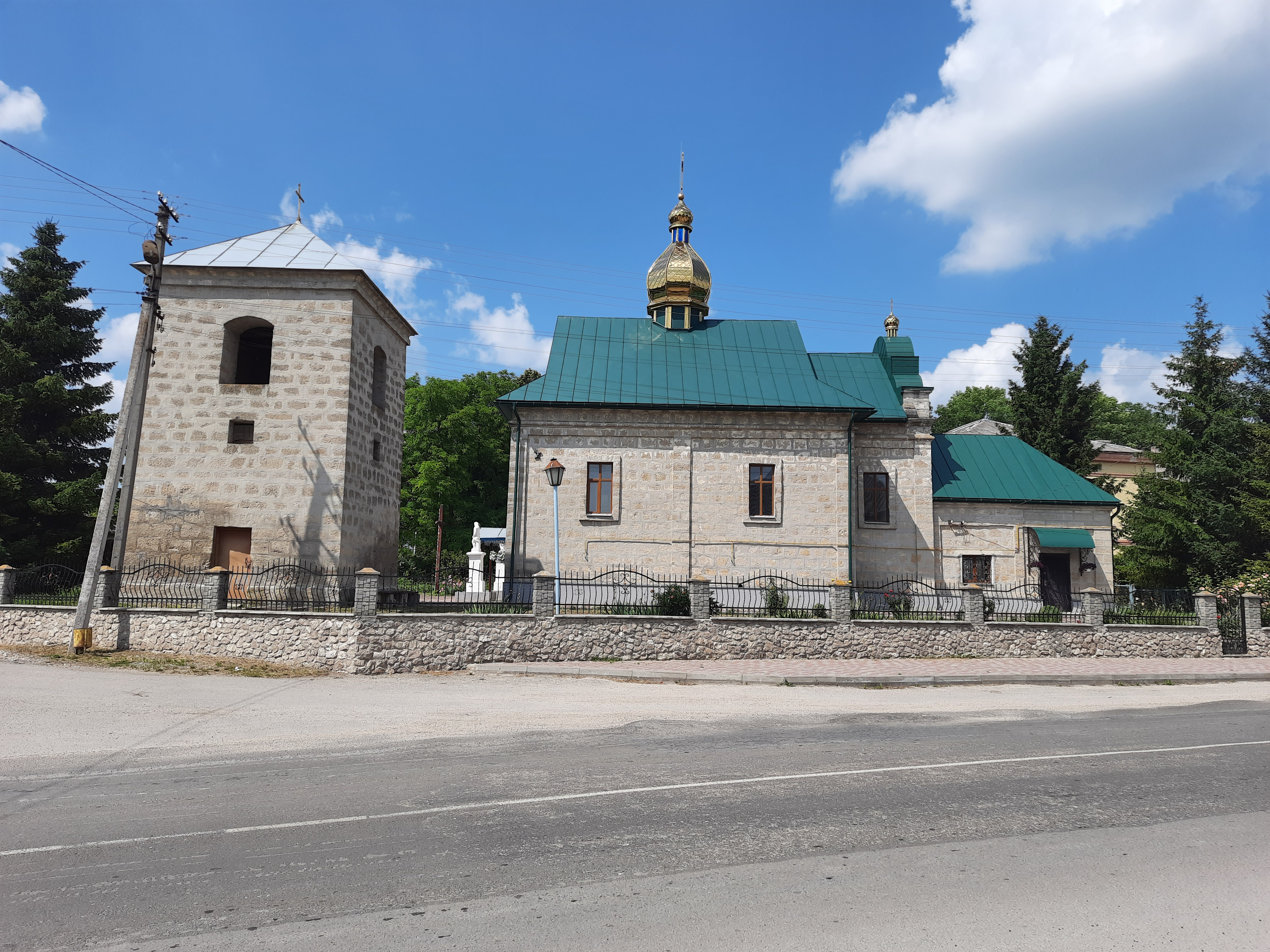
教堂

諾韋塞洛（羅馬化：Nove Selo，直译：「新村」）是烏克蘭的村落，位於該國西部捷爾諾波爾州，由捷爾諾波爾區斯科里基市鎮負責管轄，始建於1468年，面積1.94平方公里，2001年人口650，人口密度每平方公里335.6人。